# Rödryggig droppastrild
Rödryggig droppastrild (Euschistospiza dybowskii) är en fågel i familjen astrilder inom ordningen tättingar.

## Utseende och läte
Rödryggig astrild är en udda och mörk astrild. Den har grått huvud, rött på rygg och övergump samt stora vita fläckar på buken. Arten är mest lik brun droppastrild, men skiljer sig på bland annat röd rygg och att fläckarna är begränsade till buken. Lätena är enkla och ofta upprepade "seet" eller "veet", medan sången består av en varierande blandning av lätet, med ljusa, bubblande och skriande toner inflätade.

## Utbredning och systematik
Fågeln förekommer fläckvist från sydöstra Senegal till Guinea samt vidare österut till nordöstra Kongo-Kinshasa, södra Sydsudan och nordvästra Uganda. Den behandlas som monotypisk, det vill säga att den inte delas in i några underarter.

## Status
Arten har ett stort utbredningsområde och beståndet anses vara stabilt. Internationella naturvårdsunionen IUCN listar den därför som livskraftig (LC).

## Levnadssätt
Rödryggig droppastrild hittas i områden med högt gräs, både i lummig savann och utmed skogsbryn. Den ses vanligen i par eller smågrupper.

## Namn
Fågelns vetenskapliga namn hedrar den franske agronomen, botanikern och samlaren Jean Thadée Emmanuel Dybowski (1856-1928), verksam i tropiska Afrika 1891-1894. Fram tills nyligen kallades den dybowskisdroppastrild även på svenska, men justerades 2022 till ett enklare och mer informativt namn av BirdLife Sveriges taxonomikommitté.